# Nancy Ip
Nancy Ip (en chino tradicional, 葉玉如; en chino simplificado, 叶玉如; pinyin, Yè Yùrú) (Hong Kong, 30 de julio de 1955) es una bióloga china, especialista en Neurociencia. Es miembro de la Academia China de las Ciencias y de la World Academy of Sciences. Es profesora de la Universidad de Ciencia y Tecnología de Hong Kong (HKUST) y decana de la Escuela de Ciencias de esta universidad.

## Biografía
Estudió en el Simmons College de Boston y se graduó en 1977. En 1983 hizo un doctorado en Farmacología en la Escuela de Medicina Harvard. Luego comenzó su carrera científica a Estados Unidos, donde dirigió diferentes laboratorios, sobre todo para Regeneron Pharmaceuticals, en Nueva York.
En 1993 regresó a la HKUST. Dirige un equipo especializado en Neurosciencia molecular, centrada en la comprensión de las señales moleculares que controlan las funciones de los sistemas nerviosos. Los aportes de estas investigaciones son particularmente interesantes para el desarrollo de terapias eficaces para las enfermedades neurodegenerativa, en particular el Alzheimer y el Parkinson.
Es miembro de la Academia China de las Ciencias desde 2001. En 2004 recibió el Premio L'Oréal-Unesco a Mujeres en Ciencia.